# Сунь Лайянь
Сунь Лайя́нь (кит. упр. 孙来燕, пиньинь Sūn Láiyàn, р.1957) — китайский специалист в области космонавтики, директор CNSA с 2004 по 2010 годы.

## Биография
Родился в Пекине в октябре 1957 года, окончил в 1982 году Сианьский транспортный университет, специализировался в области техники низких температур. После окончания университета работал руководителем группы инженеров в Пекинском институте инженерии спутников экологического мониторинга.
С 1987 по 1993 годы учился в университете Париж-6, где получил степень Ph.D. После возвращения в Китай работал заместителем директора, затем директором Института инженерии спутников экологического мониторинга.
В 1999 году был назначен на должность заместителя директора Китайского национальное космического управления (CNSA), в 2001 — генеральным секретарём комиссии по науке, технологии и промышленности для обороны (COSTIND) Госсовета КНР. В 2004 году был назначен заместителем министра по COSTIND и директором CNSA. В 2010 году освобождён от должности директора CNSA.
Женат, имеет дочь.